# Adrianus Cornelis de Bruijn

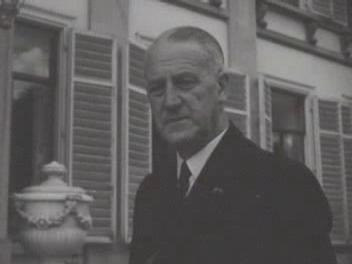
Adrianus Cornelis de Bruijn (1952)

Adrianus Cornelis de Bruijn (* 5. November 1887 in Utrecht; † 19. September 1968 in Den Haag) war ein niederländischer Gewerkschaftsführer und Politiker.

## Leben
De Bruijn machte zunächst eine Lehre zum Metallbearbeiter und ging anschließend für einige Zeit nach Deutschland, um sich zum Kupferschlosser weiterzubilden. Nach seiner Rückkehr arbeitete er zunächst in seinem Lehrberuf und begann 1908 seine gewerkschaftliche Karriere im katholischen Metallbearbeiterbund. 1914 wurde de Bruijn dort zum Schatzmeister und schließlich ein Jahr später zum Vorsitzenden ernannt. 1925 übernahm er den Vorsitz des R.K. Werkliedenverbond (RKWV) (Römisch-Katholischer Arbeitnehmerverband), der aus einer Fusion zweier Organisationen hervorgegangen war. De Bruijn bekleidete diese Funktion bis zur im Jahr 1941, also während der deutschen Besatzung im Zweiten Weltkrieg, erfolgten Selbstauflösung des Verbandes. Diese ging auf eine bischöfliche Anweisung zurück, nach der Katholiken von nun an die Mitgliedschaft in nazifizierten Gewerkschaftsbewegungen nicht mehr gestattet war.
Neben dem gewerkschaftlichen Bereich war de Bruijn auch zunehmend politisch aktiv, so gehörte er von 1919 bis 1923 dem Gemeinderat von Utrecht an und wurde Mitglied der neuen R.K. Staatspartij (RKSP). Von 1927 bis 1929 war er im Parlament der Provinz Utrecht vertreten und wechselte anschließend in den niederländischen Senat, dem er bis 1952, dem Jahr seiner Berufung als Minister, angehörte.
1944 war de Bruijn zusammen mit dem vormaligen Minister für Soziales, Carl Romme, Hauptinitiator der Wiedergründung der seit 1941 nicht mehr erscheinenden Tageszeitung de Volkskrant. Während Romme zweiter Chefredakteur neben Joop Lücker wurde, nahm de Bruijn die Funktion des Vorsitzenden der Katholieke Arbeiders Beweging (KAB) ein, welche als Nachfolgeorganisation des RKWV gegründet worden war und nun als Herausgeber von de Volkskrant fungierte. Er gehörte auch zu den Mitbegründern der Katholieke Volkspartij (KVP), der Nachfolgepartei der RKSP. Politische Konflikte mit Romme, der seit 1946 Parteivorsitzender und Fraktionschef der KVP war, führten 1952 zu dessen Ausscheiden aus der Chefredaktion von de Volkskrant, während de Bruijn selbst im gleichen Jahr Minister ohne Geschäftsbereich im Kabinett Drees wurde und diese Position bis 1956 behielt.
Nachdem die KVP im Oktober 1966 den Rücktritt ihres eigenen Ministerpräsidenten Jo Cals verursacht hatte, als sie den Staatshaushalt zusammen mit der Opposition ablehnte, riet de Bruijn den Arbeitern der KVP dazu ihre Partei zu verlassen und zu neu gegründeten Parteien wie z. B. der PPR (1990 in GroenLinks aufgegangen) überzutreten. Schon zuvor hatte de Bruijn mit der Gründung einer katholischen Arbeiterpartei gedroht, da die Richtungsstreitigkeiten bereits vor dem Ende des Kabinett Cals deutlich zu Tage getreten waren.